# 山口村 (大分県)
山口村（やまぐちむら）は、大分県下毛郡にあった村。現在の中津市の一部にあたる。

## 地理
八面山北東麓に位置していた。
- 河川：金色川、猪川内川[2]

## 歴史
- 1889年（明治22年）4月1日、町村制の施行により、下毛郡成恒村、諫山村、原口村、田口村、森山村が合併して村制施行し、山口村が発足[1][2]。旧村名を継承した成恒、諫山、原口、田口、森山の5大字を編成[2]。
- 1931年（昭和6年）7月21日、八面山の灌漑用貯水池が大雨により決壊。住民ら10人が死傷[3]。
- 1954年（昭和29年）3月31日、下毛郡深秣村、山口村、真坂村と合併し、三和村を新設して廃止された[1][2]。三和村は即日三光村に改称した[1][2]。

## 産業
- 農業、養蚕[2]

## 交通

### 鉄道
- 1913年（大正2年）耶馬渓鉄道（のち大分交通耶馬渓線）が開通し、上ノ原駅、諫山駅開設[2]。